# Fisura pietrooccipitală
Fisura pietrooccipitală (Fissura petrooccipitalis) este o fisură între marginea posterioară a stâncii osului temporal și marginea laterală a porțiunii bazilare a osului occipital, care se extinde posterior de la gaura ruptă (Foramen lacerum) până la gaura jugulară (Foramen jugulare). Pe craniul omului viu această fisură este umplută de o placă cartilaginoasă. Pe fisura pietrooccipitală se află șanțul sinusului pietros inferior (Sulcus sinus petrosi inferioris). 